# Lễ hội Puh Hơ Drih
Lễ hội Puh Hơ Drih là một lễ hội của người Ba Na, thường gọi lễ cầu an để cầu mưa thuận gió hòa, mọi người đoàn kết thương yêu nhau, cầu mùa màng tươi tốt bội thu, xua đuổi tà ma, dịch bệnh...

## Nơi tổ chức
Người dân Rơ Ngao, Ba Na, làng Đăk Wơk, xã Hơ Moong, huyện Sa Thầy, Kon Tum.

## Tổ chức lễ hội
Các vật được tế hiến như bò, heo, gà, dê... cùng nhiều món ăn ẩm thực đặc sắc, biểu diễn cồng chiêng, hát dân ca...

## Sự mai một lễ hội
Theo người dân trong làng, lễ hội này đã được tổ chức cách đây trên 40 năm. Năm 2008 Sở Văn hóa - thể thao và du lịch tỉnh Kontum tổ chức lại lễ hội này.